# Ив, Элис
Элис София Ив (англ. Alice Sophia Eve; род. 6 февраля 1982, Лондон, Англия) — британская актриса.

## Биография
Элис родилась в Лондоне, в семье актёров, Тревора Ива и Шарон Мофан. Двух её младших братьев зовут Джек и Джордж. Несколько лет в детстве прожила вместе с родителями в Лос-Анджелесе. Окончила сперва школу Бедейлс в Хэмпшире, затем Вестминстерскую школу в Лондоне.
Элис Ив изучала актёрское мастерство в Beverly Hills Playhouse (Лос-Анджелес), а также английский язык в колледже Св. Екатерины в Оксфорде. Там же состоялся её театральный дебют в студенческих постановках.
Карьеру актрисы Ив начала в 2004 году. Её первыми киноработами, когда она ещё училась в университете, стали фильмы «Хокинг» и «Красота по-английски». Первую половину 2006 года она провела в Индии, где проходили съёмки телефильма «Теряя Джемму» (ITV). В том же году в кинопрокат вышла комедия «Полный облом», где Ив играла одну из ведущих ролей.
Среди заметных театральных постановок, в которых участвовала Элис Ив, — «Рок-н-ролл» 2006 года по пьесе Тома Стоппарда. Режиссёром спектакля выступил Тревор Нанн, в списке актёров — Руфус Сьюэлл, Брайан Кокс и Шинейд Кьюсак. В 2009 году она исполнила роль Роксаны в спектакле «Сирано де Бержерак» на Чичестерском театральном фестивале.
В начале 2011 года Элис присоединилась к съёмочной группе «Людей в чёрном III», согласившись на роль агента О в молодости.

## Личная жизнь
Элис долгое время находилась в отношениях с Адамом О’Риорданом, с которым познакомилась во время учёбы в Оксфорде. Они расстались в 2012 году.
14 декабря 2014 года Элис вышла замуж за финансиста Алекса Каупера-Смита, с которым встречалась в старшей школе. Они развелись в 2017 году.

## Интересные факты
- Элис Ив живёт попеременно в Лос-Анджелесе и Лондоне[11].
- У Элис гетерохромия — её правый глаз зелёный, а левый — голубой[12].
- Родителей её героини в комедии «Слишком крута для тебя» сыграли настоящие родители Элис.

## Фильмография
| Год  |     | Русское название              | Оригинальное название                   | Роль                                      |
| ---- | --- | ----------------------------- | --------------------------------------- | ----------------------------------------- |
| 2004 | тф  | Хокинг                        | Hawking                                 | Марта Гутри                               |
| 2004 | ф   | Красота по-английски          | Stage Beauty                            | Мисс Фрэйн                                |
| 2005 | с   | Пуаро Агаты Кристи            | Agatha Christie's Poirot                | Ленокс                                    |
| 2005 | с   | Клуб Ракалий                  | The Rotters' Club                       | Сесиль Бойд                               |
| 2005 | с   | Гений Бетховена               | Beethoven                               | графиня Гуилиетта Гуициарди               |
| 2006 | ф   | Попасть в десятку             | Starter for 10                          | Элис Харбинсон                            |
| 2006 | ф   | Полный облом                  | Big Nothing                             | Джози Макбрум                             |
| 2006 | тф  | Теряя Джемму                  | Losing Gemma                            | Эстер                                     |
| 2007 | ф   | Потрясающие брюки             | The Amazing Trousers                    | Колетт                                    |
| 2009 | ф   | Переправа                     | Crossing Over                           | Клэр Шепард                               |
| 2010 | ф   | Слишком крута для тебя        | She's Out of My League                  | Молли                                     |
| 2010 | ф   | Секс в большом городе 2       | Sex and the City 2                      | Эрин                                      |
| 2011 | ф   | Ловушка для невесты           | The Decoy Bride                         | Лара Тайлер                               |
| 2011 | с   | Красавцы                      | Entourage                               | София Лир                                 |
| 2012 | ф   | Ворон                         | The Raven                               | Эмили Гамильтон                           |
| 2012 | ф   | Банкомат                      | ATM                                     | Эмили                                     |
| 2012 | ф   | Люди в чёрном 3               | Men in Black 3                          | агент О                                   |
| 2012 | кор |                               | Please, Alfonso                         | Аннабелль                                 |
| 2013 | ф   | Расшифровка Энни Паркер       | Decoding Annie Parker                   | Луиза                                     |
| 2013 | ф   | Бархатное утро                | Some Velvet Morning                     | Вельвет                                   |
| 2013 | ф   | Стартрек: Возмездие           | Star Trek Into Darkness                 | доктор Кэрол Маркус                       |
| 2013 | ф   | Взгляд зимы                   | Cold Comes the Night                    | Хлоя                                      |
| 2014 | ф   | Грязный уикэнд                | Dirty Weekend                           | Натали Гамильтон                          |
| 2014 | ф   | Прежде чем мы расстанемся     | Before We Go                            | Брук Далтон / Brooke Dalton               |
| 2015 | ф   | Ночь в музее: Секрет гробницы | Night at the Museum: Secret of the Tomb | камео                                     |
| 2016 | с   | Чёрное зеркало                | Black Mirror                            | Наоми Джейн Блестоу / Naomi Jayne Blestow |
| 2016 | ф   | Преступник                    | Criminal                                | Марта Линч                                |
| 2016 | ф   | Хуже, чем ложь                | Misconduct                              | Шарлота Кэйхил                            |
| 2017 | ф   | Пчёлы делают мёд              | Bees Make Honey                         | Хани                                      |
| 2017 | ф   | Пожалуйста, приготовьтесь     | Please Stand By                         | Одри                                      |
| 2018 | ф   | Украденный                    | The Stolen                              | Шарлотта Локтон                           |
| 2018 | ф   | Не вместе                     | Untogether                              | Ирэн                                      |
| 2018 | ф   | Аферисты поневоле             | The Con Is On                           | Джеки                                     |
| 2018 | с   | Железный кулак                | Iron Fist                               | Мэри Уокер / Тифозная Мэри                |
| 2018 | ф   | Репродукция                   | Replicas                                | Мона Фостер                               |
| 2018 | ф   |                               | Deception Road                          | Джесси                                    |
| 2019 | ф   |                               | Pelleas                                 | Мелисанда                                 |
| 2019 | ф   | Скандал                       | Bombshell                               | Эйнсли Эрхардт                            |
| 2022 | ф   | Адская машина                 | The Infernal Machine                    | Офицер Хиггинс                            |
| 2023 | ф   | Корабль призраков             | Haunting of the Queen Mary              | Энн Колдер                                |
| 2023 | ф   | Телохранитель на фрилансе     | Freelance                               | Дженни Петтис, жена Мейсона               |

## Награды
- В 2007 году Элис Ив была номинирована на премию Theatregoers Choice[англ.] в категории «Лучшая женская роль второго плана» за спектакль «Рок-н-ролл»[13].